# Izolacja (medycyna)
Izolacja w medycynie oznacza różne środki ochronne podejmowane, aby zapobiec przenoszeniu się biologicznych czynników chorobotwórczych wywołujących choroby zakaźne od osób chorych, zakażonych i podejrzanych o zakażenie na inne osoby, w tym na innych pacjentów, pracowników służby zdrowia i odwiedzających. Istnieją różne formy izolacji, od takich, w których dozwolony jest kontakt z innymi pacjentami i odwiedzającymi przy zachowaniu szczególnych środków ostrożności do całkowitego odosobnienia.
Izolacja jest stosowana najczęściej wobec osób chorych na choroby wywoływane przez wirusy. Podczas kontaktu z osobami chorymi i zakażonymi stosuje się odzież ochronną. Należą do nich najczęściej kitle, kombinezony ochronne, maseczki ochronne i rękawiczki medyczne.
Ustawa z dnia 5 grudnia 2008 r. o zapobieganiu oraz zwalczaniu chorób zakaźnych u ludzi, definiuje izolację jako: „odosobnienie osoby lub grupy osób chorych na chorobę zakaźną albo osoby lub grupy osób podejrzanych o chorobę zakaźną, w celu uniemożliwienia przeniesienia biologicznego czynnika chorobotwórczego na inne osoby” (Dz.U. z 2023 r. poz. 1284+). Izolacja dotyczy osób chorych, zakażonych lub podejrzanych o zakażenie natomiast odosobnienie osób zdrowych, które były narażone na zakażenie nazywane jest kwarantanną.

## Rodzaje izolacji

### Izolacja ścisła
Izolacja ścisła stosowana przy zakażeniach szerzących się drogą oddechową lub w niektórych przypadkach drogą kontaktową. Pacjenci są izolowani, aby zapobiec rozprzestrzenianiu się szczególnie niebezpiecznych i zaraźliwych chorób. Pacjenci znajdują się w specjalnie wyposażonym pomieszczeniu przeznaczonym do tego celu. Pomieszczenie jest wyposażone w specjalną toaletę i sprzęt jednorazowego użytku, personel medyczny używa kombinezonów ochronnych.

### Izolacja przy zakażeniach szerzących się drogą kontaktową
Stosowana przy zakażeniach, przy kontakcie z pacjentem. Personel szpitalny powinien używać rękawiczek medycznych, a w niektórych przypadkach kombinezonów ochronnych.
Do izolacji kontaktowej stosowane jest pomieszczenie z węzłem sanitarnym i śluzą.

### Izolacja przy zakażeniach szerzących się drogą oddechową
Stosowana przy chorobach rozprzestrzeniających się drogą oddechową. Osoby narażone na kontakt z chorymi lub przebywające w tym samym pomieszczeniu co chorzy powinny nosić maseczkę ochronną.

### Izolacja przy zakażeniach poprzez krew i inne płyny ustrojowe
Podstawowym środkiem ochronnym są rękawiczki medyczne.

### Izolacja ochronna
Izolacja ochronna stosowana aby zapobiec zakażeniu pacjenta przez inne osoby (np. w przypadku osób z upośledzeniem odporności).